# 和歌山県道145号鳴神木広線
和歌山県道145号鳴神木広線（わかやまけんどう145ごう なるかみきひろせん）は、和歌山県和歌山市を通る一般県道である。

## 概要
和歌山市鳴神から和歌山市田中町5丁目に至る。
通称宮街道と呼ばれている。国道24号岩出バイパスと半ば一体化している。全線にかけて道が4車線になっており、快適な道であり、また、和歌山ICから和歌山市の中心部へアクセスする、4車線の東西道路は2023年（令和5年）2月3日まではこの道しかなかった。平日（休日を除く）の朝夕は渋滞しているので、通勤をする場合、和歌山県道138号和歌山野上線を利用した方が通勤時間の短縮になりやすい（それ以外の時間も国体道路同様混雑ぎみだが、迂回するほどではない）。この渋滞を解消すべく、城北通りを延伸して、和歌山県道143号井ノ口秋月線や和歌山ICの南側までつなげた。
現道の北には、旧道があり、生活道路となっている。日前神宮の手前で現道と別れ、和歌山太田郵便局、しろがね保育園、染料工場の前を通って和歌山県道147号八軒家鳴神線の折れ曲がる四差路の所につながっているが、県道の標識も案内板もほとんどなく、目印の少ない目立たない道であり、さらにこの道の出水東橋という橋は近年自動車通行止めとなった。

### 路線データ
- 起点：和歌山県和歌山市鳴神（国道24号交点）
- 終点：和歌山県和歌山市田中町5丁目（和歌山県道138号和歌山野上線交点）
- 実延長：1.703 km

## 路線状況

### 通称
- 宮街道

## 地理

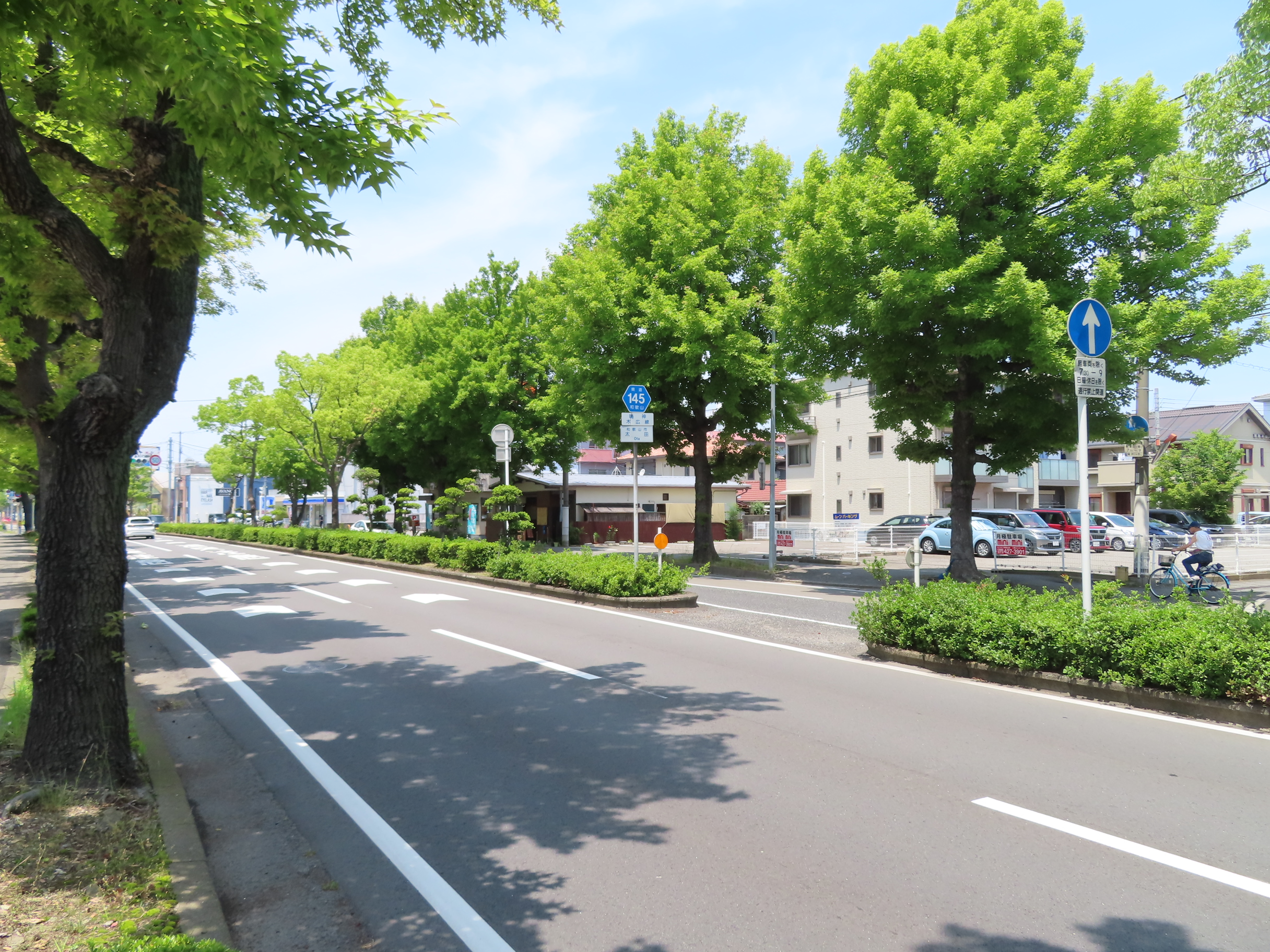
和歌山市太田で撮影（2022年5月）

### 通過する自治体
- 和歌山県
  - 和歌山市

### 交差する道路
| 交差する道路                | 交差する場所 | 交差する場所 |
| --------------------------- | ------------ | ------------ |
| 国道24号 / 和歌山バイパス   | 鳴神         | 起点         |
| 和歌山県道138号和歌山野上線 | 田中町5丁目  | 終点         |

### 交差する鉄道
- 和歌山電鐵貴志川線
- 紀勢本線

### 沿線
- 和歌山市立日進中学校
- 日前神宮・國懸神宮
- 和歌山県立向陽中学校・高等学校
- 太田城
- JR西日本紀勢本線 田中口駅